# Kusa (Malaka Timur)
Kusa is een bestuurslaag in het regentschap Belu van de provincie Oost-Nusa Tenggara, Indonesië. Kusa telt 1478 inwoners (volkstelling 2010).